# Griffier van de Eerste Kamer
Dit is een lijst van griffiers van de Eerste Kamer der Staten-Generaal
De huidige griffier van de Eerste Kamer, Remco Nehmelman, is de vijftiende griffier van de Eerste Kamer sinds 1815. De langstzittende was Hendrik Zillesen, die 28 jaar griffier was, van 1899 tot en met 1927. 

## Achtergrond
Ingevolge artikel 61, tweede lid, van de Grondwet benoemt elk der kamers van de Staten-Generaal een griffier. De functie van griffier van een kamer behoort hiermee tot de constitutionele ambten. De griffier is het hoofd van het ambtelijk apparaat dat de kamer ten dienste staat. De griffier en de overige ambtenaren van de kamers kunnen niet tevens lid van de Staten-Generaal zijn. De griffiers van de Eerste en Tweede Kamer zijn lid van de Association of Secretaries General of Parliaments.

## Tabel
Onderstaande een tabel van de griffiers van de Eerste Kamer.
| Nr. | Naam                                     | Aanvang functie  | Einde functie    |
| --- | ---------------------------------------- | ---------------- | ---------------- |
| 1   | Rudolf Willem Jacob van Pabst            | 1 september 1815 | 1 november 1817  |
| 2   | Everard van Weede van Dijkveld           | 18 november 1817 | 8 oktober 1842   |
| 3   | Jan Lodewijk Willem de Geer van Jutphaas | 28 november 1842 | 16 december 1850 |
| 4   | Johan Anne Singendonck                   | 28 december 1850 | 1 oktober 1877   |
| 5   | Jan Karel Jacob de Jonge                 | 1 oktober 1877   | 15 maart 1880    |
| 6   | Oncko Wicher Star Numan                  | 19 april 1880    | 4 november 1899  |
| 7   | Hendrik Zillesen                         | 29 december 1899 | 1 september 1927 |
| 8   | Willem Adriaan Beelaerts van Blokland    | 1 september 1927 | 22 augustus 1935 |
| 9   | Anton Leo de Block                       | 15 oktober 1935  | 15 februari 1957 |
| 10  | Joan Willem Röell                        | 20 februari 1957 | 1 juli 1980      |
| 11  | Adriaan Spreij                           | 1 juli 1980      | 1 juni 1993      |
| 12  | Chris Baljé                              | 1 juni 1993      | 1 januari 2003   |
| 13  | Leendert Klaassen                        | 15 april 2003    | 1 december 2005  |
| 14  | Geert Jan Hamilton                       | 1 september 2006 | 1 oktober 2018   |
| 15  | Remco Nehmelman                          | 2 oktober 2018   |                  |